# Англофоны

Страны, где английский язык является официальным

Англофоны (англ. Anglophone, от др.-греч. ανλωσ «английский» и φωνή «звук») в широком смысле англоязычное население планеты, в первую очередь носители английского языка. Общее количество англофонов в мире — 380 миллионов, включая второй язык — 510 млн.
По информации Британского совета, по общему количеству носителей английский является наиболее распространённым языком в мире, на нём говорят более 1,75 миллиардов человек. Английский язык как второй изучают 375 миллионов человек, английский как иностранный язык изучают около 750 миллионов человек. Уровень владения английским у изучающих точно не установлен. В 2019 году международный тест IELTS, который требуется для поступления в университеты и колледжи англоязычных стран, сдало 3,5 миллиона человек. Средний балл участника теста составил около 6 из 9.
Английский де-факто является международным языком для авиационной и морской связи. Это также один из двух официальных языков космонавтов (помимо русского), работающих на борту МКС.

## Канада
В более узком контексте канадского общества употребляется как демографический, политический и языковой термин для обозначения англоязычных жителей страны, составляющих 59,2 % населения страны (по переписи 2001 года) в противовес франкоязычным (франкофоны — 23,7 %) или иноязычным (аллофоны — 17,1 %) жителям страны. Термин широко употребляется в обоих официальных языках Канады, особенно на территории преимущественно франкоязычной провинции Квебек, и также часто во французском языке по всему миру.